# Каплан, Валерий Евгеньевич
Вале́рий Евге́ньевич Капла́н (26 февраля 1943 Москва, СССР) — советский конькобежец, участник зимних Олимпийских игр 1968, серебряный призёр чемпионата Европы 1967 года и бронзовый призёр 1966 года, серебряный (1966 - классическое многоборье, 1965, 1966, 1967, 1969 - 1500 м) и бронзовый (1967-1969 - классическое многоборье, 1964 - 500 м, 1500 м) призер чемпионатов СССР. Рекордсмен СССР на дистанции 1500 метров(1968). Мастер спорта СССР международного класса. Заслуженный тренер РСФСР. Выступал за ДСО "Труд" (Москва) и ЦСКА (Москва). Подполковник в отставке.

## Биография
Валерий Каплан родился в Москве в 1943 году. Обучался в 253-й московской школе. Он был воспитанником конькобежного отделения стадиона Юных пионеров и тренировался у М. Прошиной. 
В марте 1959 года на первенстве РСФСР среди учащихся восьмиклассник Каплан одержал победы в забегах на 500 и 3000 метров, которые пробежал быстрее старшей группы (десятиклассники). На первенстве РСФСР среди юношей в 1960 году 17-летний юниор установил рекорд на 3000 метров - 5:00,3 сек, однако его перебил в следующих забегах Владимир Проскурин - 4:59,8 сек. 
В феврале 1961 года стал абсолютным победителем юношеского первенства столицы, выиграв все четыре дистанции, показав «взрослые» результаты: 500 метров - 45,0 сек, 1500 - 2:25,3 сек, 3000 метров - 5:05,0 сек, 5000 метров - 9:70,0 сек. Сумма очков - 198.966. В марте на зимней Спартакиаде народов РСФСР Валерий в категории юниоров выиграл забег на 500 метров и стал вторым на дистанциях 1500 и 3000 метров. 
В январе 1962 года он одержал победу в соревнованиях юниоров общества "Труд" на всех четырёх дистанциях и победил в многоборье. Следом ученик 151-й московской школы рабочей молодёжи участвовал на первенстве СССР среди юниоров 19-20 лет на высокогорном катке Медео. Хоть ему и было 18 лет, но для него сделали исключение и допустили к соревнованиям. Именно он, перворазрядник, оказался героем этих соревнований — выполнил норму мастера спорта, набрав в сумме многоборья 187,620 очка, и установил юношеские рекорды страны, пробежав 500 метров за 41,7 секунды и 5000 метров за 8:80,2 секунды.
С 1962 года стал выступать за ЦСКА и тренировался по руководством Бориса Цыбина. С 1963 года он выступал на взрослом чемпионате страны, а уже через год стал бронзовым призёром на чемпионате СССР в классическом многоборье на дистанциях 500 и 1500 метров.
В сборною команду СССР попал в 1965 году. В январе дебютировал на чемпионате Европы в Гётеборге, заняв 2-е место на 500-метровке и в сумме многоборья стал 10-м. На своём дебютном чемпионате мира в Осло выиграл малую бронзовую медаль в забеге на 500 метров, но на других дистанциях выступил неудачно, заняв только 18 место в многоборье. В марте на чемпионате СССР стал вторым в забеге на 1500 метров и занял 4-е место в многоборье.
В 1966 году он успешно выступил на чемпионате Европы в Девентере, завоевав бронзовую медаль в абсолютном зачёте. За неделю до этого стал первым в матче СССР - Норвегия, а также выиграл "серебро" на 1500 метров и в сумме многоборья на чемпионате СССР. Только на чемпионате мира он выступил неудачно.
В сезоне 1966/67 Каплан успешно представлял страну на различных национальных и международных турнирах и вновь удачно выступил на чемпионате Европы в Лахти, где стал серебряным призёром первенства в многоборье. На первенстве мира в Осло поднялся на 6-е место по сумме 4-х дистанции. В марте 1967 года на чемпионате СССР занял 3-е место в общем зачёте и на чемпионате РСФСР стал вторым в забеге на 1500 метров.
В 1968 году вновь стал третьим в многоборье на чемпионате СССР и на предолимпийском турнире в швейцарском Давосе занял третье место в забеге на 1000 метров. 14 февраля на зимних Олимпийских играх в Гренобле ещё 24-летний спортсмен занял 21-е место в беге на 500 метров, а 16 числа финишировал на 12-м месте в забеге на 1500 метров. Ровно через неделю поднялся на 8-е место на чемпионате мира в Гётеборге. В конце сезона выиграл соревнование на приз им.Кирова.
В 1969 году Каплан выиграл приз им.Капчинского, стал третьим в многоборье на чемпионате РСФСР, а вот на чемпионате Европы занял 18-е место. В феврале 1970 года на Спартакиаде Москвы стал сильнейшим, а следом на 4-й зимней Спартакиаде народов РСФСР занял 2-е место в забеге на 500 метров.
Сезон 1970/71 он пропустил из проблем со здоровьем. В 1972 вернулся, но уже не смог набрать форму и завершил спортивную карьеру в 1973 году. Выступал за клуб ЦСКА с 1961 по 1994 годы. Награжден орденом «За службу в Вооружённых Силах СССР» III степени. Он так и не стал чемпионом СССР за свою карьеру.
После завершения карьеры работал тренером в клубе ЦСКА с 1988 по 1994 года. Среди его учеников Андрей Бахвалов. Награждён орденом "За службу в Вооружённых силах СССР" 3-й степени.

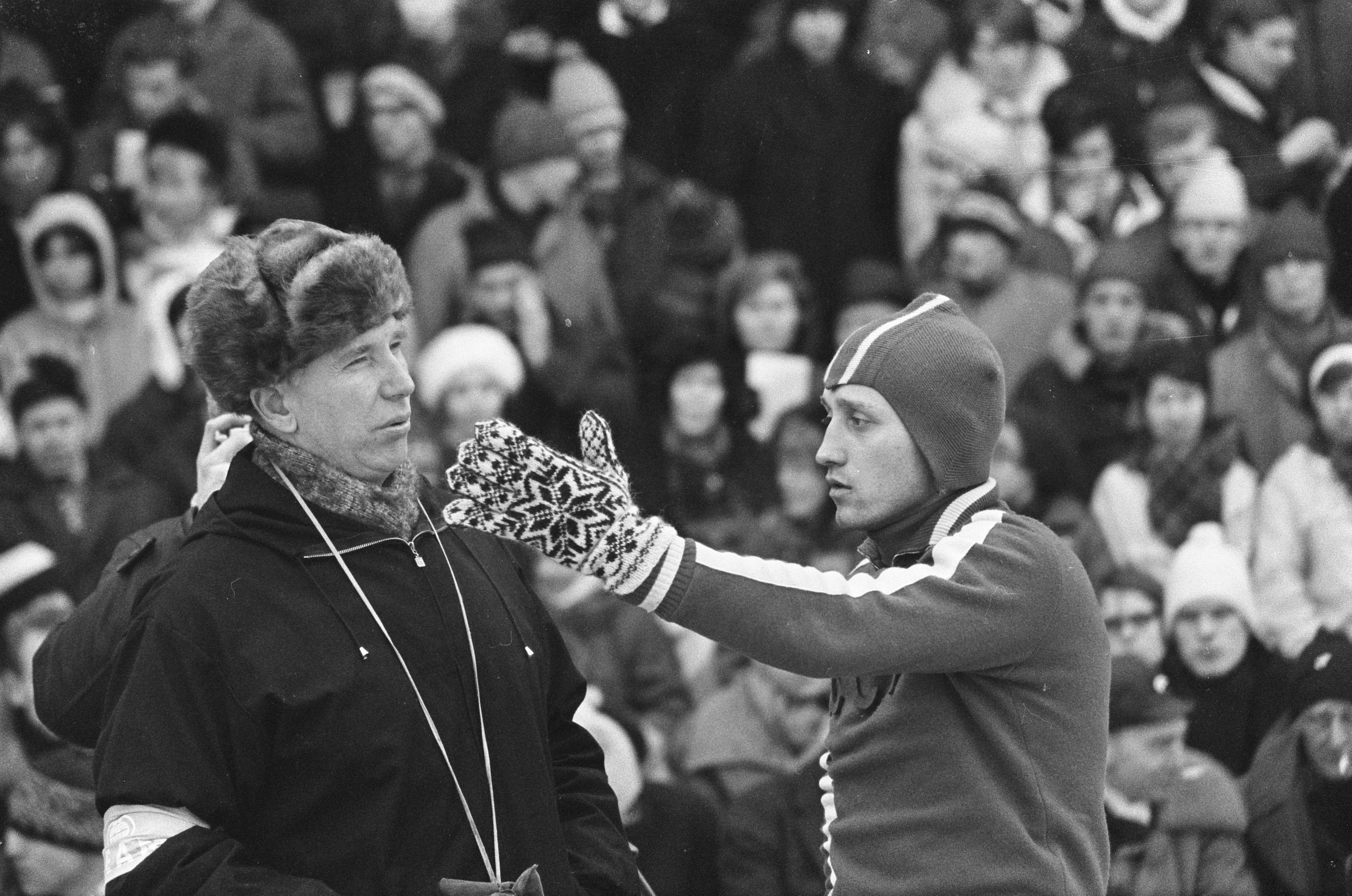
Валерий Каплан и его тренер Борис Стенин, 1967

## Спортивные достижения
| Год  | Чемпионат Европы | Чемпионат мира (многоборье) | Олимпийские игры     |
| ---- | ---------------- | --------------------------- | -------------------- |
| 1965 | 10e              | NC18e                       |                      |
| 1966 | 3                | NC20e                       |                      |
| 1967 | 2                | 6e                          |                      |
| 1968 |                  | 8e                          | 21e 500 м 12e 1500 м |
| 1969 | NC18e            |                             |                      |

- NC - не отобрался на заключительную дистанцию